# Francis Zammit Dimech

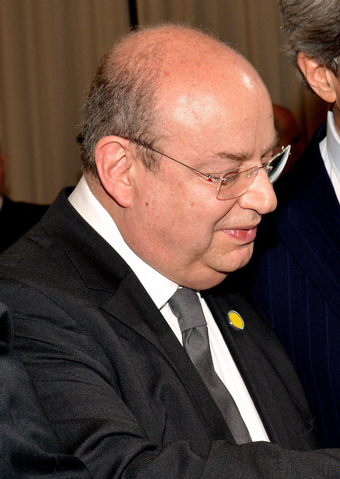
Francis Zammit Dimech (2013)

Francis Zammit Dimech (* 23. Oktober 1954 in San Ġiljan; † 21. April 2025) war ein maltesischer Politiker der Partit Nazzjonalista (PN), der unter anderem Mitglied des Repräsentantenhauses, Außenminister und Mitglied des Europäischen Parlaments war.

## Leben

### Abgeordneter, Staatssekretär und Minister
Francis Zammit Dimech absolvierte ein Studium der Rechtswissenschaften an der Universität Malta und schloss dieses 1979 mit einem Doktor der Rechte (LL.D.) ab. Er war danach als Rechtsanwalt tätig und wurde als Kandidat der Nationalistischen Partei PN (Partit Nazzjonalista) bei der Wahl am 4. Juli 1987 im Wahlkreis 9 erstmals zum Mitglied des Repräsentantenhauses (Kamra Tad-Deputati) gewählt. Zugleich war er zwischen dem 1. Oktober 1987 und dem 4. Mai 1992 auch stellvertretendes Mitglied der Parlamentarischen Versammlung des Europarates. Am 5. Mai 1990 wurde er Parlamentarischer Sekretär für Telekommunikation und Verkehr (Parliamentary Secretary for Transport and Communications) im Kabinett Fenech Adami II berufen und gehörte diesem bis zum 27. Februar 1992 an. Bei der Wahl am 22. Februar 1992 wurde er erneut zum Mitglied des Repräsentantenhauses gewählt und vertrat die PN nunmehr im Wahlkreis 10. 
Im Kabinett Fenech Adami III übernahm Zammit Dimech am 27. Februar 1992 zunächst das Amt als Minister für Verkehr und Telekommunikation (Minister for Transport and Communications) und bekleidete das Amt bis zum 29. März 1994, woraufhin Michael Frendo sein Nachfolger wurde. Er selbst löste im Rahmen dieser Kabinettsumbildung am 30. März 1994 Michael Falzon als Umweltminister (Minister for the Environment) ab und behielt diesen Posten bis zum 28. Oktober 1996. Er wurde bei der Wahl am 26. Oktober 1996 abermals zum Mitglied des Repräsentantenhauses gewählt und vertrat die PN nunmehr bis zum 3. August 1998 im Wahlkreis 9. Auch der Wahl am 5. September 1998 wieder zum Mitglied des Repräsentantenhauses gewählt und vertrat die PN nunmehr bis zum 10. März 2003 im Wahlkreis 9. Das Amt des Umweltministers bekleidete er vom 8. September 1998 bis zum 13. April 2003 auch im Kabinett Fenech Adami IV.
Bei der Wahl am 14. April 2003 wurde er erneut zum Mitglied des Repräsentantenhauses gewählt, dem er bis zum 4. Februar 2008 angehörte. Am 15. April 2003 übernahm er den Posten als Tourismusminister (Minister for Tourism) Kabinett Fenech Adami V, dem er bis zum 22. März 2004 angehörte. Im Anschluss fungierte er zwischen dem 23. März 2004 und dem 4. Februar 2008 als Minister für Tourismus und kulturelles Erbe (Minister for Tourism and Cultural Heritage) im Kabinett Lawrence Gonzi I.

### Außenminister und Mitglied des Europäischen Parlaments
Francis Zammit Dimech wurde für die Partit Nazzjonalista bei der Wahl am 12. März 2008 abermals zum Mitglied der Kamra Tad-Deputati gewählt und gehörte ihr bis zur Auflösung des Parlaments am 7. Januar 2013 an. Nach einer Kabinettsumbildung übernahm er als Nachfolger von Tonio Borg am 28. November 2012 den Posten als Außenminister (Minister for Foreign Affairs) im Kabinett Lawrence Gonzi II und behielt dieses Amt bis zum 13. März 2013. Auch bei der Wahl am 11. März 2013 wurde er für die PN zum Mitglied des Repräsentantenhauses gewählt und gehörte diesem nunmehr bis zum 1. Mai 2017 an.
Nach dem Ausscheiden von Therese Comodini Cachia am 23. Juni 2017, rückte Zammit Dimech am 24. Juni 2017 als Mitglied des Europäischen Parlaments nach und gehörte diesem in der achten Legislaturperiode bis zum 1. Juli 2019 an. Er war Mitglied der Fraktion der Europäischen Volkspartei (Christdemokraten) und während seiner Parlamentszugehörigkeit war er zwischen dem 11. September 2017 und dem 1. Juli 2019 Mitglied des Ausschusses für Rechtsangelegenheiten, Mitglied der Delegation für Beziehungen mit den Palästinensischen Autonomiegebieten sowie Mitglied der Delegation bei der Parlamentarischen Versammlung der Union für den Mittelmeerraum. Darüber hinaus war er vom 29. November 2017 bis zum 1. Juni 2019 auch Mitglied der Delegation für die Beziehungen zu den Maghreb-Staaten sowie die Union des Arabischen Maghreb.